# Antonio Jiménez Torrecillas
Antonio Jiménez Torrecillas (Hellín; 22 de febrero de 1962-Granada; 16 de junio de 2015) fue un arquitecto y profesor universitario español.

## Trayectoria profesional
Su obra destaca en el ámbito de las intervenciones sobre el patrimonio construido; pero también en lugares con un fuerte carácter paisajístico. Su trabajo se desarrolló en las distintas escalas, que iban desde el diseño de objetos hasta la escala territorial, tanto en el ámbito de encargos privados, pero sobre todo en obras con una fuerte dimensión pública, cultural y social. Su obra arquitectónica abarca desde programas domésticos, culturales, comerciales o sociales. Fue un arquitecto andaluz muy próximo al paisaje, la cultura y la arquitectura granadina.
Su arquitectura tiene un fuerte vínculo con cada lugar, explorando las posibilidades de cada material así como la investigación de las condiciones fenomenológicas y atmósferas de los espacios. En su obra también se produce una aproximación al estudio del diseño y construcción de estructuras singulares, la investigación sobre la luz natural y artificial, o la especulación intelectual sobre las diferentes técnicas constructivas. 
Además de la producción arquitectónica premiada internacionalmente, destacó como profesor universitario en la Escuela Técnica Superior de Arquitectura de Granada, y fue invitado como profesor en universidades de los cinco continentes, destacando como profesor en la Accademia di Architettura di Mendrisio. En el ámbito de la investigación, alcanzó el título de doctor en la Universidad de Granada en 2006 con la tesis doctoral titulada «El viaje de vuelta. El encuentro de la contemporaneidad a través de lo vernáculo» dirigida por el Catedrático Alberto Campo Baeza. En ella investigaba cuánto la arquitectura popular y vernácula es todavía fuente de inspiración para el arquitecto contemporáneo. Además editó y escribió libros sobre los arquitectos Luis Barragán Morfín y Eladio Dieste. 
También destacó en la labor editora, siendo codirector (1992-1996) de la revista Periferia del Colegio de Arquitectos de Andalucía Oriental.
Falleció en Granada, el 16 de junio de 2015, a los 52 años, a causa de un cáncer.

## Obras de arquitectura y proyectos

### Paisajismo
- Recinto Monumental de la Alhambra y el Generalife. De Torres Bermejas al Carmen de los Mártires. Definición del límite poniente, estudios previos, 2003.
- Actuaciones sobre los cerros de San Miguel y del Sacromonte. Recuperación del Cerro de San Miguel y del entorno del Río Darro, Granada, 2002.
- Recuperación del cerro de San Miguel-Sacromonte (Granada, Proyecto básico, 2003).
- Ordenación de los espacios exteriores del Hotel Alhambra Palace (Granada, Proyecto ejecución, 2003).
- Rehabilitación de la muralla de San Miguel Alto y su entorno (Granada, Proyecto, 2003).
- Cerramientos de abrigos con pinturas rupestres en las localidades de Diezma, Moclín, Loja e Iznalloz (Granada, 2005).

### Intervención en contextos históricos
- Museo de Arte Contemporáneo. Centro José Guerrero, c/ Oficios. Conjunto Catedralicio (Granada, 2000).
- Patronato de la Alhambra y Generalife. Biblioteca, archivo y almacenes del museo de la Alhambra, Pabellón meridional de los nuevos museos (Granada, Proyecto, 2001).
- Patronato de la Alhambra y Generalife. Adecuación del nuevo acceso y salida de los Palacios Nazaríes (Granada, 2001).
- Patronato de la Alhambra y Generalife. Proyecto de desmontaje y traslado de los arcos y paños de yeso del Pabellón Meridional del Edificio “Nuevos Museos” de la Alhambra (Granada, 2001).
- Casa Palacio en Carrera del Darro 11 en el Albaicín. Proyecto de limpieza y desalojo del Edificio (Granada, 2001).
- Museo de Bellas Artes de Granada en la planta principal del Palacio de Carlos V, Alhambra. (Granada, 2002).
- Puesta en valor de la Torre del Homenaje de Huéscar (Granada, 2002).
- Consolidación y Rehabilitación del Convento de Santo Domingo (5 Fases) en Huéscar (Granada, 2001) (en colaboración con Elisa Valero.
- Rehabilitación del Teatro Oscense (Nave de La Iglesia) (Huéscar, Granada, 2000).
- Adecuación y Puesta en valor del antiguo Pósito de Huéscar (Granada, 2004).
- Informe sobre el Museo de Bellas Artes de Granada, Palacio de Carlos V, Alhambra. Adecuación de la Sala de la Serliana (Granada, 1998).
- Programa de Transformación de Infravivienda de 70 Casas-Cueva (en tres fases) en Huéscar (Granada, 1999-2005).
- Programa de Rehabilitación Autonómica de 1999 a 2007 en los municipios de Iznalloz, Colomera, Fuente Vaqueros, Cádiar, La Tahá, Villanueva de las Torres, Morelábor, Salar, Huétor Tájar, Villanueva de Mesía, Montefrío y Huéscar (Granada).
- Adecuación del Convento de Santo Domingo para usos culturales y expositivos, Huéscar (Granada, 2008).
- Rehabilitación del Pósito de Caniles (Granada, Proyecto básico, 2008).
- Estación de Alcázar Genil del metropolitano de la ciudad de Granada (2008-2017), inaugurada posteriormente al fallecimiento del autor.[5] En esta estación una sala de exposiciones lleva el nombre del arquitecto.[6]

### Estudios histórico-arquitectónicos
- Programa de Transformación de Infravivienda en Huéscar. (Granada, Actuación en 72 Casas-Cueva. 1997-2003).
- Proyecto Red de Centros Históricos Menores. Diputación Provincial de Granada. 2006-2007.
- Proyecto Cavesnetwork. Diputación Provincial de Granada. 2006-2007.

### Urbanismo
- Estudio de Detalle de la Unidad Básica Plaza Aljibe de Trillo. (Albaicín, Granada, 1993).
- Colaboración en la revisión del PGOU Granada (Granada, 1996).

### Vivienda
- 15 Viviendas Sociales en Cijuela. (Cijuela, Granada. 1989) con Juan Domingo Santos.
- Jardín y Edificación De Servicio para Vivienda (Puebla de Don Fadrique, Granada, 1995).
- Casa Santiago Collado (Zaidín, Granada, 1996).
- Casa Escudero (Benidorm, Alicante, 1997).
- Casa-Estudio Antonio Zuñiga en Sta. María de Palautordera (Barcelona, 1998).
- Casa Antonio Martínez Villa (Granada, Proyecto 1998).
- Nave-Almacén en Puebla de Don Fadrique, Bodegas Gil (Granada, 2001).
- 22 Viviendas de Promoción Pública en Pago De Viñana (Molvízar, 2002).
- Casa patio en calle Zambrana 41, Casco Histórico (Linares, 2003).
- Casa en Rota (2013-2015).[7]

### Interiorismo
- Dal Bat. Showroom (Granada, 2003-2006).
- Adecuación del Auditorio Municipal de Salobreña (Granada, 1998).
- Banco Santander. Agencias urbanas de Santa Fe, Almuñecar, Urbanas 2, 3 y 6 de Granada, Guadix, La Cañada, Bollullos, Albolote, Mazarrón (1996-2001).
- Proyecto Expositivo del Museo de Bellas Artes de Granada en el Palacio de Carlos V (Granada, 2006-2008).
- Dirección técnica del Montaje de la Exposición “Las Horas Invisibles” de Bill Viola en el Museo de Bellas Artes de Granada febrero-mayo de 2007.

## Publicaciones
- Antonio Jiménez Torrecillas. Eladio Dieste 1943-1996. Edita la Dirección General de Arquitectura y Vivienda de la Junta de Andalucía. Sevilla, 1996.
- Antonio Jiménez Torrecillas. Edición facsímil de “La tumba sin sosiego” de Cyril Connolly, Ediciones Sur, Buenos Aires, 1949, propiedad de Luis Barragán. Edición fuera de comercio. Granada, 1995.
- Antonio Jiménez Torrecillas. La casa de los Zayas, estudio de un edificio. Edita el Colegio Oficial de Arquitectos. Granada, 1990.
- Antonio Jiménez Torrecillas. Concurso de Ideas Plaza de San Agustín y Casa de los Zayas. Edita el Colegio Oficial de Arquitectos de Andalucía Oriental. Granada, 1991.
- Antonio Jiménez Torrecillas. Concurso de Ideas Plaza Sede Colegial de Málaga. Edita el Colegio Oficial de Arquitectos de Andalucía Oriental. Granada, 1991.

### Tesis doctoral
- El viaje de vuelta. El encuentro de la contemporaneidad a través de lo vernáculo. Departamento de Expresión Gráfica, Universidad de Granada. Director: Alberto Campo Baeza.[8]

## Premios
- Primer Premio, Concurso para la dirección de la publicación de arquitectura Periferia. 1992/96, (con Luis Ibáñez y Martín Ramírez).
- III Bienal de arquitectura española 1993/94. Viviendas Sociales en Cijuela, obra finalista (con Juan Domingo Santos).
- Consejería de Obras Públicas. 22 Viviendas sociales en Molvízar, Granada, 1.er Premio. 1996.
- I Nominaciones de arquitectura 1996, Granada. 15 Viviendas Sociales en Cijuela, mención.

- Concurso de Ideas para el parque municipal de Albuñol, Granada. Preseleccionado, 1998.
- Concurso de Ideas para el nuevo centro parroquial Bola de Oro, Granada. Finalista, 1998.
- II Nominaciones de arquitectura 1998, Granada. Premio García de Paredes, sección obra joven. Edificación de servicio de la Casa del Agua, Puebla Don Fadrique.
- Consejería de Obras Públicas. 26 Viviendas sociales en Alameda, Málaga, 1.er Premio (con Elisa Valero) 2000.
- Patronato de la Alhambra y el Generalife. Biblioteca, archivo y almacenes del museo de la Alhambra, Pabellón meridional de los nuevos museos, 1.er Premio, 2000.
- III Nominaciones de arquitectura 2002, Granada. Nominación Restauración y Rehabilitación a la obra Centro José Guerrero de Granada.
- Consejo Superior de los Colegios de Arquitectos de España. Casa Escudero en Benidorm. 3er Premio Residencia Singular, propuestas construidas, 2004.
- Consejo Superior de los Colegios de Arquitectos de España. Casa Patio en Linares. Mención Residencia Singular, categoría proyectos, 2004.
- IV Nominaciones de arquitectura 2005, Granada. Premio Actuaciones singulares e Interiorismo. Dal Bat Showroom Granada.
- Congreso Internacional de la Piedra en la Arquitectura. 1.er Premio de Arquitectura Piedra 2006 para la Intervención en la Muralla Nazarí en el Albaicín Alto, Granada. Con la participación de Daniel Campos López y Eusebio Alegre Paricio como arqueólogos.
- IV Premio Europeo del Espacio Público Urbano. Intervención en la Muralla Nazarí en Albaicín Alto, Granada, 2006. Finalista.
- Premios FAD. Premio Socis Arquinfad 2006, Categoría de Ciudad y Paisaje. Intervención en la Muralla Nazarí en Albaicín Alto, Granada.Con la participación de Daniel Campos López y Eusebio Alegre Paricio como arqueólogos.
- Premios Mies van der Rohe 2007. Intervención en la Muralla Nazarí en Albaicín Alto, Granada. Obra preseleccionada para el Premio de Arquitectura Contemporánea de la Unión Europea – Premio Mies van der Rohe en 2007. Con la participación de Daniel Campos López y Eusebio Alegre Paricio como arqueólogos.
- IX Bienal de Arquitectura Española. Intervención en la Muralla Nazarí en Albaicín Alto, Granada. 2007.  Finalista.
- X Premio Internazionale Architettura in Pietra, Verona 2007.  1.er Premio para la Intervención en la Muralla Nazarí en Albaicín Alto, Granada.
- International Biennal Architecture Award “Barbara Cappochin”, Padua 2007. 1.er Premio en la categoría Paisaje para la Intervención en la Muralla Nazarí en Albaicín Alto, Granada.
- Contractworld.award 2008. Dal Bat Showroom, Granada. 3º premio.
- Premio Intervención en el Patrimonio Arquitectónico 2007. Intervención en la Muralla Nazarí del Alto Albaicín, Granada. Consejo Superior de los Colegios de Arquitectos de España.
- Finalista Premio Vivir con Madera 2007. Torre del Homenaje de Huéscar, Granada.
- V European Prize for Urban Public Space 2008. Mención de Honor. Torre del Homenaje, Huéscar, Granada.
- VIII Premios Saloni de Arquitectura 2008. 1.er premio en categoría Arquitectura Interior. DalBat Showroom, Granada.
- Premios FAD de Arquitectura e Interiorismo. Finalista categoría Ciudad y Paisaje 2008. Torre del Homenaje, Huéscar, Granada.
- Premio Andalucía de Arquitectura 2008. Obra seleccionada. Muralla Nazarí, Alto Albaicín. Granada. Con la participación de Daniel Campos López y Eusebio Alegre Paricio como arqueólogos.
- X Bienal Española de Arquitectura y Urbanismo. Obra finalista: Torre del Homenaje en Huéscar, Granada. 2009.
- Finalista Premios FAD 2009. Obra finalista. Pósito de Huéscar, Granada.